# カール・ヨハン・リンド
カール・ヨハン・リンド (Carl Johan "Masse" Lind、1883年3月25日 - 1965年2月2日)は、スウェーデンの陸上競技選手。投てき種目の選手として1920年アントワープオリンピックに出場。ハンマー投では48.43mの記録で、アメリカのパトリック・ライアン(Patrick Ryan)に次いで銀メダルを獲得。重錘投げでは、10.255mでアメリカのパトリック・マクドナルド(Patrick McDonald)、パトリック・ライアンに次いで銅メダルを獲得した。